# Scott Weiland
Scott Richard Kline, mais  conhecido como Scott Weiland (San José, 27 de outubro de 1967 – Bloomington, 3 de dezembro de 2015) foi um músico, vocalista e compositor norte-americano. Ex-vocalista do grupo Velvet Revolver, ficou conhecido mundialmente como líder da banda Stone Temple Pilots.

## Biografia
Começou sua turbulenta carreira na música como vocalista da banda Mighty Joe Young em 1985, que tocavam em bares por todo o sul da Califórnia, de Los Angeles a San Diego. A reputação da banda foi crescendo até que assinam com a gravadora Atlantic e rebatizam a banda Stone Temple Pilots.
Os anos subsequentes são de muito sucesso na carreira do Stone Temple Pilots, muito devido a explosão do som de Seattle, que levou o Grunge ao topo das paradas. No entanto, após o lançamento do segundo álbum do grupo, Purple de 1994, o vocalista Scott Weiland começa a sofrer os efeitos de seu abuso no uso de drogas. A banda é forçada a cancelar a turnê que estava em andamento e Weiland passa algum tempo se recuperando em clínicas de reabilitação.
A volta acontece com o álbum Tiny Music... Songs From The Vatican Gift Shop, lançado em 1996. Mas os problemas de Weiland com a heroína mais uma vez impedem a banda de entrar em turnê.
Em 1998 Scott Weiland lança sua carreira solo, com o álbum 12 Bar Blues, produzido por Daniel Lanois, famoso pelo seu trabalho com o U2. O disco conta com a participação de vários músicos e é recheado de efeitos eletrônicos e uma sonoridade que mistura glam-rock e industrial. O disco não tem boa repercussão tanto de crítica como de público. Quando Weiland se preparava para a turnê de lançamento do álbum, em Nova Iorque, foi preso por porte de drogas, teve que enfrentar processo e foi obrigado a cancelar a turnê.
No fim de 1998, o Stone Temple Pilots se reúne para gravar seu quarto álbum, chamado simplesmente de No. 4. Em julho de 1999, apenas duas semanas antes do lançamento do álbum, Scott Weiland é novamente preso por uso de drogas e desta vez é sentenciado a um ano de prisão, mais uma vez cancelando os planos de divulgação e turnê do STP.
Em fevereiro de 2000, após 7 meses de prisão e clínica de reabilitação, Weiland ganha liberdade. Em 2001, com o vocalista livre, a banda lançou Shangri La Dee Da, com composições que agradaram quase todos os públicos, voltando a fazer sucesso em todo o mundo. Uma coletânea, Thank You, foi lançada em 2003 com os principais hits dos discos anteriores. Os intermináveis problemas do vocalista com o uso de drogas fizeram com que a banda terminasse. 
Ainda em 2003, os ex membros do Guns N' Roses Slash, Matt Sorum e Duff McKagan, mais o guitarrista Dave Kushner se juntaram e procuraram um vocalista para banda. Muitos nomes foram ventilados, mas o vocal de Scott foi o que mais se adequou ao que os músicos procuravam. Em maio é publicado na revista Rolling Stone que o nome da banda passaria a ser Reloaded, e Scott anuncia que é o vocalista definitivo da banda. Neste mesmo mês, Weiland é preso por porte de drogas. Em junho o nome da banda é novamente mudado, agora definitivamente, para Velvet Revolver, e no dia 19 ocorre o primeiro show, em Los Angeles.
Em agosto assinam com a RCA Records e no começo de outubro a banda termina o que seriam as "bases" de 14 músicas para o lançamento de um álbum. Scott é novamente preso por bater seu carro em outro, sob suspeita de estar sobre o efeito de álcool e drogas. É sentenciado a cumprir um regime de desintoxicação em uma clínica de reabilitação por 6 meses. Por sentença judicial ganha a permissão para ser liberado por quatro horas ao dia para que termine as gravações dos vocais para o álbum. Dessa forma, algum tempo depois, o primeiro registro do Velvet Revolver ficou pronto. Quando o trabalho foi finalizado, Scott Weiland ainda estava em processo de recuperação e respondendo a processos na corte americana, por conta dos seus excessos com as drogas desde os tempos em que ainda tocava no Stone Temple Pilots.
Depois de ser anunciado para sair em abril de 2004, "Contraband" finalmente foi lançado – depois de mais dois adiamentos – em Junho e logo a banda estourou não só nos Estados Unidos, mas em todo o mundo. 
Em 2007, o álbum dos Velvet Revolver "Libertad", saiu para as lojas. Seus problemas com as drogas e o álcool parecem ter acabado.
Em 2008, abandonou o grupo, regressando ao trabalho junto dos Stone Temple Pilots.
No dia 28 de fevereiro de 2013, a banda Stone Temple Pilots anunciou sua segunda dissolução, alegando a demissão do vocalista Scott Weiland, por causas desconhecidas. Weiland então entrou com um processo contra seus ex-companheiros. No dia 19 de maio de 2013 foi anunciado que Chester Bennington, vocalista do Linkin Park, iria assumir os vocais do Stone Temple Pilots.

## Morte
No dia 3 de dezembro de 2015, Weiland foi encontrado morto em seu ônibus de turnê por seu empresário em Minnesota nos EUA. Scott Weiland morreu de uma overdose de cocaína, MDA (drogas sintéticas) e álcool. A necrópsia determinou que o fato de o cantor sofrer de asma e de ter problemas cardíacos também contribuiu para o desfecho. A sua morte foi dada a vários anos de depressão e abuso de drogas.

## Discografia

### Com Stone Temple Pilots
- 1992 Core
- 1994 Purple
- 1996 Tiny Music... Songs From The Vatican Gift Shop
- 1999 No. 4
- 2001 Shangri-la Dee Da
- 2003 Thank You
- 2010 Stone Temple Pilots

### Carreira solo
- 1998 12 Bar Blues
- 2008 Happy In Galoshes
- 2011 The Most Wonderful Time of the Year
- 2015 Blaster

### Com Velvet Revolver
- 2004 Contraband
- 2007 Libertad

### Com Art Of Anarchy
- 2015 Turtle Head Soup